# Conrad Westpfahl
Conrad Westpfahl (* 23. November 1891 in Berlin; † 23. Juli 1976 in Wetzhausen) war ein deutscher Maler. Er gilt als bedeutender Vertreter der deutschen Informellen Kunst und war Gast der Gruppe ZEN 49. Sein Werk zeigt beispielhaft, wie groß die Einschnitte sind, die das Dritte Reich im Leben der Avantgarde hinterließ: Unterdrückung der gerade erst gefundenen Abstraktion 1933, Hinwendung zur Figur in den Jahren des griechischen Exils, „illegale“ Porträtaufträge in der Zeit des Malverbots. Trotz allem setzte er nach dem Ende des Zweiten Weltkriegs sein ungegenständliches Werk fort und fand 1958/1959 zu einer lyrischen Form des Informel.

## Leben
Conrad Westpfahl war der Sohn des Bildhauers Ernst Westphal/Westpfahl und dessen Frau Bertha, geb. Wolff. Hermann Wolff war sein Onkel.
Er studierte von 1911 bis 1913 an der Unterrichtsanstalt des Kunstgewerbemuseums Berlin bei Emil Orlik und wechselte im folgenden Jahr an die Münchner Kunstakademie zu Hugo von Habermann. Noch im gleichen Jahr folgte ein Studienaufenthalt bei Félix Vallotton an der privaten Académie Ranson in Paris. Nach Ende des Ersten Weltkriegs kehrte Westpfahl 1918 nach Berlin zurück und verarbeitete seine Kriegserfahrungen als Pilot in Figurenstudien. 1921 entstehen erstmals große figürliche Leinwände zur griechischen Mythologie.
Zwei Jahre später heiratete er die Dichterin Inge von Holtzendorff, die sein Interesse für die griechische Kultur teilte und förderte. Der gemeinsame Sohn Konradin Westpfahl (1926–1994) wurde Physiker. Den Lebensunterhalt des Paares bestritt Westpfahl zu dieser Zeit mit Privatunterricht in Kunstgeschichte und mit dem Verkauf von Druckgrafik.
1925/1926 nahm er an einer der Gruppenausstellungen der Berliner Secession teil und konnte seine Zeichnungen in der Preußischen Akademie der Künste ausstellen. In diesen Jahren begann eine rege Reisetätigkeit, die es ihm ermöglichte, aus der als konservativ empfundenen deutschen Kunstszene zu fliehen und internationale Impulse zu erhalten. 1927 folgte eine erste Einzelausstellung in der Münchner Galerie Neue Kunst – Hans Goltz. Westpfahls Interesse für die abstrakte Kunst wurde 1928 durch die Lektüre des Buches „Art“ von Amédée Ozenfant geweckt. Nur zwei Jahre später emigrierte er nach Paris, wo er Max Ernst und Pablo Picasso begegnete und Bekanntschaft mit Georges Braque und Fernand Léger machte. Durch die prägenden Eindrücke des avantgardistischen Paris entstanden 1932 erste abstrakte Kompositionen als „Collages“ aus Abfallpapieren auf Seiten einer alten Kirchengeschichte. Diese Werkphase setzte er 1933 nach der Rückkehr nach Berlin fort. So entstanden insgesamt circa 40 Collagen, die in ihrer Formgebung bereits das spätere Informel ankündigen.
Nachdem die Nationalsozialisten 1934 eine Ausstellung in Stuttgart von ihm schlossen, wanderte Westpfahl mit seiner Familie nach Griechenland aus. Aufgrund der jüdischen Abstammung seiner Mutter befürchtete er weitere Repressalien. Tatsächlich folgte 1936 das Berufsverbot, so dass Westpfahl die gerade gefundene Abstraktion auch in Griechenland nicht fortzuführen wagte. Stattdessen entstanden abermals figürliche Werke, die in Griechenland wohl leichter verkäuflich waren und in regelmäßigen Ausstellungen unter anderem in Athen gezeigt wurden. 1939/1940 wurde Westpfahl aufgrund eines deutsch-griechischen Abkommens gezwungen, nach Deutschland zurückzukehren; er zog mit seiner Familie nach Pöcking bei München. Unmittelbar nach der Rückkehr folgte das Malverbot der Nationalsozialisten, an das sich Westpfahl nicht hielt und für den Lebensunterhalt der Familie heimlich Porträtaufträge von Freunden und Bekannten ausführte. Seine Mutter wurde 1940 in die Tötungsanstalt Brandenburg a. d. Havel verlegt und dort ermordet. Ab 1944 begann der Kontakt mit dem Galeristen Günther Franke, dem Kunsthistoriker Franz Roh und dem Maler Ernst Wilhelm Nay, aus dem sich eine enge Freundschaft entwickelte.
Mit dem Manifest zur Errichtung eines „Werkbundes“ zum Lehren und Lernen der Formen begann Westpfahl 1946 seine theoretischen Publikationen über Kunst. Sie erfuhren in den 1950er-Jahren große Wertschätzung. So trat Westpfahl 1950 während des 1. Darmstädter Gesprächs unter anderem neben Willi Baumeister als einer der Wortführer für die ungegenständliche Kunst auf. Im gleichen Jahr zog die Familie nach München. Im dortigen Kunstverein wurde 1951/1952 die erste Ausstellung rein abstrakter Arbeiten gezeigt. Es folgte eine rege Ausstellungstätigkeit unter anderem im Märkischen Museum Witten, der Kunsthalle Recklinghausen, der Biennale in Sao Paulo, der Städtischen Galerie Würzburg oder dem Lenbachhaus in München. 1954 wurde Westpfahl als Gastdozent an die Landeskunstschule Hamburg berufen. 1955 bis 1957 nahm er als Gast an der für die westdeutsche Kunstentwicklung so wichtigen Ausstellung der Münchener Zen 49-Gruppe teil. In dieser Zeit erfolgte auch die Mitgliedschaft im wiedergegründeten Deutschen Künstlerbund, an dessen Jahresausstellungen er 1956 (im Ehrenhof in Düsseldorf), 1957 (in der Hochschule für bildende Künste, Berlin) und 1960 (im Haus der Kunst, München) teilnahm.
Nach dem Besuch der Ausstellung „Action Painting“ 1959 in Basel dynamisierte und akzentuierte sich seine Farbe. Mit ersten großformatigen Ölbildern nahm er an der Marzotto-Preis-Ausstellung in Mailand, München und Paris teil. 1960 zog er in das Schloss Birnfeld bei Stadtlauringen in Unterfranken. Nur ein Jahr später wurde er mit 70 Jahren als Ehrengast in der Deutschen Akademie Villa Massimo in Rom aufgenommen, wo sich seine Palette aufhellte. 1962 erhielt er die Möglichkeit zu einem Aufenthalt in der Villa Romana in Florenz. Auf Einladung des griechischen Kulturministers konnte Westpfahl 1963 erneut in Griechenland arbeiten.
Neun Jahre später, 1972, begann er die Serie seiner Albenbilder, kleinformatige Werke, die als Essenz seines bisherigen künstlerischen Schaffens gelten können. Diese Werkphase setzte er bis zu seinem Tod fort. Er starb am 23. Juli 1976 in Wetzhausen, nur zwei Monate nach einem erneuten Aufenthalt in der Villa Massimo.

## Werke
Bis zu seinem Tod veröffentlichte Westpfahl in den wichtigen Kunstzeitschriften der damaligen Zeit wie unter anderem dem Kunstwerk weit mehr als 40 Aufsätze, darunter
- 1946/1947: Entartete Kunst
- 1947: Zur abstrakten Kunst
- 1947: Zur Kunsterziehung
- 1953: Meine Wendung zur Gegenstandslosigkeit
- 1955: Ornament oder Emblem?

Als Anthologie verschiedener Aufsätze entstand zudem die Publikation
- Zur Deutung des Bildhaften in der Kunst. Aegis, Ulm 1948.

## Preise
- 1956: 1. Preis der Dankspende des deutschen Volkes
- 1963: Seerosenpreis der Stadt München